# Ludwig Güterbock
Ludwig Güterbock, auch Gueterbock (* 23. Oktober 1814 in Berlin; † 28. Februar 1895 ebenda), war ein deutscher Mediziner und praktischer Arzt.

## Leben
Ludwig Güterbock stammte aus einer jüdischen Familie, aus der zahlreiche Gelehrte und Künstler hervorgegangen sind. Sein jüngerer Bruder war der Genre- und Orientmaler Leopold Güterbock (1817–1881). Güterbock besuchte das Joachimsthalsche Gymnasium und studierte Medizin an der Berliner Universität. 1837 promovierte er dort mit der Dissertation De pure et granulatione zum Doktor der Medizin. Seine Dissertationsschrift, eine Arbeit über die mikroskopische und chemische Zusammensetzung von Eiter, wurde noch im gleichen Jahr von der medizinischen Fakultät der Universität Berlin mit einem Preis ausgezeichnet.
Ab 1840 ließ er sich als praktischer Arzt, Wundarzt und Geburtshelfer in Berlin nieder, ein Beruf, den er bis zu seinem Lebensende ausübte. Er veröffentlichte zahlreiche medizinische Aufsätze, vor allem über die Erkrankung der Harnorgane aber auch über die Cholera. Güterbock war außerdem Mitautor bei verschiedenen Zeitschriften sowie Berichterstatter für den Jahresbericht über die Fortschritte der gesammten Medicin in allen Ländern von Carl Friedrich Canstatt und Rudolf Virchow. 1842 war er Herausgeber von Schoenlein's klinische Vorträge in dem Charité-Krankenhause zu Berlin die er auch in Absprache mit Johann Lukas Schönlein selbst redigierte. Das Werk erschien bereits 1843 in dritter Auflage. Gemeinsam mit Gustav Wilhelm Scharlau und Ernst Siegfried Lehrs veröffentlichte er 1842 Doktor Schönlein als Arzt und klinischer Lehrer. Für seine Verdienste erhielt er im Februar 1858 den Titel eines Sanitätsrates und im November 1867 den eines Geheimen Sanitätsrates. Für seine Leistungen in der Kranken- und Verwundetenpflege während des Deutsch-Französischen Krieges 1870 bis 1871 erhielt er am 18. März 1872 den Kronenorden 4. Klasse mit dem roten Kreuz auf weißem Feld am Erinnerungsbande und am 31. Mai 1883 den Roten Adlerorden 4. Klasse wegen seiner 40-jährigen Tätigkeit als Bahnarzt bei der Berlin-Anhaltischen Eisenbahn und fachwissenschaftlicher Berater bei der Einführung der Morbiltäts-, Invaliditäts- und Mortalitäts-Statistik im Verein Deutscher Eisenbahnverwaltungen und im Reichsgesundheitsamt.
Ludwig Güterbock starb am 28. Februar 1895, im Alter von 80 Jahren, in Berlin. Er und seine Frau sind auf dem jüdischen Friedhof in Berlin-Prenzlauer Berg an der Schönhauser Allee bestattet, ihre Gräber und Grabsteine sind erhalten. Aus seiner Ehe mit Bertha (1821–1894), einer geborenen Lesser, ging als ältester Sohn Paul hervor. Paul Güterbock (1844–1897) wurde wie sein Vater Mediziner und war Professor für Chirurgie an der Berliner Universität.

## Veröffentlichungen (Auswahl)
- De pure et granulatione. (Dissertationsschrift), Berlin 1837. (Digitalisat.)
- Schoenlein's klinische Vorträge in dem Charité-Krankenhause zu Berlin. als Herausgeber, Berlin 1842. (Digitalisat.)
- Gustav Wilhelm Scharlau, Ernst Siegfried Lehrs: Doktor Schönlein als Arzt und klinischer Lehrer aus der Schilderung des Dr. Güterbock einer unabweisbaren Kritik unterworfen. Enslin, Berlin 1842. (Digitalisat.)